# Chākan
Chākan är en ort i Indien.   Den ligger i distriktet Pune och delstaten Maharashtra, i den sydvästra delen av landet, 1 100 km söder om huvudstaden New Delhi. Chākan ligger 619 meter över havet och antalet invånare är 23 161.
Terrängen runt Chākan är platt. Runt Chākan är det tätbefolkat, med 266 invånare per kvadratkilometer. Närmaste större samhälle är Pimpri, 16,4 km söder om Chākan. Trakten runt Chākan består till största delen av jordbruksmark.